# I cavalieri dalle maschere nere (I Beati Paoli)
I cavalieri dalle maschere nere (I Beati Paoli) è un film del 1948 diretto da Pino Mercanti, ispirato al romanzo I Beati Paoli di Luigi Natoli.

## Trama
Sicilia, XV secolo. A un certo Blasco portano via la fidanzata, ma lui è un gran guerriero e la cerca a costo di affrontare un esercito. La trova ma la riperde. Scopre alla fine che c'è di mezzo uno zio assassino che mira a impossessarsi dell'eredità. Alla fine giustizia è fatta.

## Distribuzione
in Sicilia la pellicola è stata distribuita con il titolo corto de I Beati Paoli, poiché più efficace e legato al romanzo popolare omonimo di Luigi Natoli. Nel 2024 il film è stato ridotto a fumetti e distribuito in tutta Italia.

## Accoglienza
Il film ebbe un buon successo di pubblico, incassando oltre 100 milioni di lire dell'epoca.